# Sébouha
La Sébouha est dans l'Islam une cérémonie durant laquelle on fête la naissance d'un enfant dans une famille musulmane. Elle s'accompagne d'un repas.
Cette cérémonie porte ce nom car « Sébouha » signifie une semaine en arabe et se déroule traditionnellement une semaine après la naissance de l'enfant.